# Berner Tanztage
Die Berner Tanztage waren ein Festival für zeitgenössischen Tanz. Es fand von 1987 bis 2007 jeweils während drei Wochen im Sommer in Bern in der Schweiz statt.

## Festivalgeschichte
Das Festival wurde 1987 von Reto Clavadetscher und Michaela Pavlin als Verein gegründet. Gründungsziel war zunächst "die Organisation und Durchführung von Tanzveranstaltungen im Raum Bern sowie die allgemeine Förderung des künstlerischen Tanzes auf nationaler und internationaler Ebene". In der ersten Ausgabe (1987) wurde noch auf verschiedenen Bühnen der Stadt getanzt; die zweite Ausgabe (1988) fand im Theater National statt. Ab 1989 war die Dampfzentrale Bern, ein ehemaliges Dampfkraftwerk und späterer Kultur- und Aufführungsbetrieb, zentraler Austragungsort des Festivals. Punktuell kamen Aufführungsorte wie das Schlachthaus Theater und weitere Räume für einzelne Darbietungen und Rahmenprogramme hinzu. Ab 1991 leitete Clavadetscher das Festival gemeinsam mit Claudia Rosiny.
Das Festival etablierte sich schnell und wurde zu einer führenden Plattform für zeitgenössischen Tanz innerhalb der Schweiz, aber auch darüber hinaus. Nach zwanzig Jahren wurde das Festival, das sich von Jahr zu Jahr aus diversen öffentlichen und privaten Quellen finanziert hatte, 2007 eingestellt. Für das Ende des Festivals waren vor allem aus ökonomischen Gründe ausschlaggebend. Über 200 Videoaufzeichnungen vor allem von Aufführungen aus den Jahren 1988–2007 wurden digitalisiert und sind heute bei der Stiftung SAPA, Schweizer Archiv der Darstellenden Künste archiviert.

## Programm
Das Festival bewegte sich in seiner künstlerischen Ausrichtung über Grenzen hinweg. Es war geprägt von einem offenen Tanzverständnis und bot ein breites Spektrum aus dem heterogenen Feld des zeitgenössischen Tanzes. Auch spartenübergreifende Projekte wurden gezeigt, Filme, Ausstellungen und visuelle Kunst. Das Programm war während Jahren thematisch angelegt. Motti wie Glanztage (1989), 700 Jahre Eidgenossenschaft (1991), tanzart (1994), Danseimage (1996), Kunststückkörper (1997) oder sexchangesex (2000) griffen jeweils aktuelle Themen auf. Das Festival wurde zum jährlichen Treffpunkt lokaler, nationaler und internationaler Tanzinteressierter. 
Präsentiert wurden Produktionen von Tanzschaffenden aus Bern und der Deutschschweiz, aus anderen Landesteilen der Schweiz sowie zahlreiche internationale Tanzcompagnien. Viele von ihnen waren im Laufe der zwanzig Jahre Festivalgeschichte sogar mehrmals vertreten. 
Hier eine Auswahl von Kunstschaffenden und Compagnien, die an den Berner Tanztagen aufgetreten sind:
- Anna Huber (Schweiz)
- Alias Compagnie (Schweiz)
- Alvin Ailey American Dance Theater (USA)
- Ballet National de Marseille / Frédéric Flamand (Frankreich)
- Batsheva Dance Company / Ohad Naharin (Israel)
- Charleroi/Danses – Plan K (Belgien)
- Chico MacMurtrie & Amorphic Robot Works (USA)
- Christian Matthis (Schweiz)
- Christine Brodbeck (Schweiz)
- CH Tanztheater (Schweiz)
- Compagnie Fabienne Berger (Schweiz)
- Compagnie Drift / Béatrice Jaccard, Peter Schelling (Schweiz)
- Compagnie Marie Chouinard (Kanada)
- Compagnie Philippe Saire (Schweiz)
- Damaged Goods / Meg Stuart (Belgien)
- Diquis Tiquis (Costa Rica)
- Douglas Wright Dance Company (Neuseeland)
- DV8 Physical Theater (Grossbritannien)
- Franz Frautschi (Schweiz)
- Les Ballets C de la B / Alain Platel (Belgien)
- Genfer Ballett (Schweiz)
- Georg Seyffert (Deutschland)
- Ismael Ivo (Brasilien)
- Joachim Schlömer (Deutschland)
- Krisztina de Châtel (Niederlande)
- Liat Dror Nir Ben Gal Cie. (Israel)
- Maguy Marin (Frankreich)
- Noemi Lapzeson (Schweiz)
- O Vertigo Danse / Ginette Laurin (Kanada)
- öff öff Productions (Schweiz)
- Performance Troupe Taihen (Japan)
- Pretty Ugly Dance Company / Amanda Miller (Deutschland)
- Raimund Hoghe (Deutschland)
- Robyn Orlin (Südafrika)
- Rosas / Anne Teresa De Keersmaeker (Belgien)
- Sasha Waltz & Guests (Deutschland)
- Tanztheater Münster / Daniel Goldin (Deutschland)
- Thomas Hauert (Schweiz / Belgien)
- Ultima Vez / Wim Vandekeybus (Belgien)

## Auszeichnungen
Die Berner Tanztage wurden 1992 mit dem Kulturpreis der Burgergemeinde Bern und 2005 mit dem Kulturpreis des Kantons Bern ausgezeichnet.